# Stemma della Repubblica Popolare di Lugansk
Lo stemma della Repubblica Popolare di Lugansk è lo stemma ufficiale della Repubblica Popolare di Lugansk, parte della Federazione Russa, adottato il 30 settembre 2022.

## Descrizione
Lo stemma è costituito da una stella rossa a cinque punte incorniciata da un bordo bianco e raggi dorati. A sinistra e a destra della stella ci sono spighe di grano dorate, intrecciate con uno striscione nei colori della bandiera di stato della Repubblica Popolare, un colore della bandiera per ogni bobina dello stendardo - rispettivamente azzurro, blu e rosso. 
Dietro le spighe di grano è presente una corona di foglie di quercia su ogni lato. 
Sotto la stella vi sono tre striscioni con i colori della bandiera nazionale, su cui sono incise le parole in russo: "Repubblica Popolare di Lugansk", dall'alto verso il basso. L'iscrizione è in carattere tipografico dorato. 
Sopra la stella rossa a cinque punte c'è una stella dorata a otto punte, a cui si uniscono entrambi i gruppi di spighe di grano.
Lo stemma ha somiglianze con quello dell'Unione Sovietica e altri emblemi dello stile araldico socialista.

## Stemmi storici

Stemma dell'ex stato autoproclamato della Repubblica Popolare di Lugansk, dall'aprile al maggio 2014
Stemma dell'ex stato autoproclamato della Repubblica Popolare di Lugansk, dal giugno all'ottobre 2014